# معهد القديس يوحنا الدمشقي اللاهوتي
معهد اللاهوتي للقديس يوحنا الدمشقي (بالإنجليزية: St. John of Damascus Institute of Theology، بالفرنسية: Institut de théologie Saint-Jean-Damascène)، هو مؤسسة تعليمية روحية تابعة لبطريركية أنطاكية وسائر المشرق للروم الأرثوذكس، وتقع في دير سيدة البلمند البطريكي. يعمل كهيئة تدريس في جامعة البلمند.

## تاريخ

### مدرسة لاهوتية
في عام 1832، أسس الأرشمندريت أثناسيوس قصير الدمشقي مدرسة إكليريكية في دير البلمند. لمدة سبع سنوات، تم تدريس اللغة العربية واليونانية، والموسيقى الكنسية، والعقائد والسلوكيات. لم تكن هذه المدرسة موجودة منذ فترة طويلة لأن العرب هم الذين درسوا داخل أسوارها بشكل أساسي، وحصلوا على قاعدة تعليمية جيدة هناك، كما أن الكهنة اليونانيين، الذين شغلوا في ذلك الوقت دورًا قياديًا في الكنيسة الأنطاكية، فعلوا ذلك. لم يتم تعزيز المواقف العربية وفي النهاية تم إغلاق المدرسة عام 1840.
تم تجديده في عام 1900 وأصبح ممكنًا بعد انتخاب ملاتيوس الثاني الدوماني على العرش البطريركي لأنطاكية في عام 1899، وقد أوكل هذا الأخير الإشراف على المدرسة إلى مطران طرابلس غريغوريوس الرابع حداد. جمعت المدرسة بين العديد من المعلمين المعروفين بثقافتهم وتقواهم، أهمّهم: جرجس همّام ونجيب مشرق وجرجي شاهين عطية وضاهر خيرالله. تم تصميم المنهج على غرار المدارس الدينية الروسية. خلال هذه الفترة، تم تدريس اللغات العربية و‌اليونانية و‌الروسية و‌التركية، و‌الرياضيات و‌الجغرافيا و‌التاريخ والطبيعيات وتفسير الكتاب المقدس والوعظ و‌الموسيقى الكنسية والخطابة. واصل أفضل الخريجين منهم تعليمهم في روسيا.
في بداية الحرب العالمية الأولى، عام 1914، أُغلقت المدرسة مجددًا، لكنها استعادت نشاطها جزئيًا في الفترة بين الحربين العالميتين بعد تنصيب البطريرك ألكسندروس الثالث (طحان).
في عام 1962 أصدر البطريرك ثيوذوسيوس السادس تعليماته إلى أسقف اللاذقية إغناطيوس (هزيم) لقيادة أنشطة المدرسة. بفضل جهوده، ارتفع المستوى العلمي فيها وتضاعف عدد طلابها الذين باتوا يحرزون شهادة البكالوريا اللبنانية – القسم الثاني.

### معهد القديس يوحنا الدمشقي اللاهوتي
سرعان ما تولى المطران أنطونيوس (بشير) ميتروبوليت نيويورك وأمريكا الشمالية بالفكرة، فأخذ هذا الأخير على عاتقه أن يقدّم لكنيسته الأم معهدًا لاهوتيًا عاليًا بعد ألف سنة من إغلاق مدرسة أنطاكية العريقة. في عام 1965، اتُّخذ القرار النهائي بانشاء هذا المعهد على التلة البلمندية قرب الدير العريق.
في 10 أغسطس 1966، قرر المجمع الأنطاكي المقدس وضع حجر الأساس للمعهد. في 15 أغسطس من العام نفسه، قام البطريرك ثيوذوسيوس بوضع حجر الأساس.
في عام 1970 بدأ المعهد عمله بقيادة المطران إغناطيوس ميتروبوليت اللاذقية (هزيم). في 7 أكتوبر 1971، دشّن البطريرك إلياس الرابع المعهد رسميًا، بحضور رئيس الجمهورية اللبنانية سليمان فرنجية وأعضاء المجمع المقدّس وأركان الدولة وحشد من المؤمنين.
تم اختيار القديس الراعي للمعهد الذي يحظى بالاحترام بين الأرثوذكس العرب، يوحنا الدمشقي، الذي تم في يوم عيده عام 1974 أول حفل تخرج.
في 26 فبراير 1975، أصدر الرئيس اللبناني مرسومًا يرخّص فيه لبطريركية أنطاكية وسائر المشرق للروم الأرثوذكس بإنشاء معهد عال لتعليم اللاهوت الأرثوذكسي في البلمند.
في عام 1975، في سياق اندلاع الحرب الأهلية اللبنانية، أُجبر المعهد اللاهوتي على النزوح إلى سالونيك. في عام 1978، انتُخبت لجنة مجمعية للإشراف على المعهد. بقي المعهد في الخارج حتى عام 1979، وبعد ذلك تمكن من العودة إلى أراضيه من جديد.
فيما يتعلق بتطوير المؤسسة التعليمية، فقد تقرر توسيع نطاق تدريس التخصصات الدينية البحتة. قرر البطريرك إغناطيوس الرابع الأنطاكي، بعد التشاور مع الأساقفة وكبار الشخصيات العامة، البناء على تل البلمند، الذي يخضع بالكامل لسلطة بطريركية أنطاكية والجامعة والحرم الجامعي.

### كجزء من جامعة البلمند
في 4 يونيو 1988، بمبادرة من البطريرك إغناطيوس الرابع الأنطاكي، أصدر رئيس الجمهورية اللبنانية مرسومًا بافتتاح كلية الآداب والعلوم الإنسانية في الدير. تم تشكيل جامعة البلمند، وحصلت على مكانة مؤسسة تعليمية علمانية خاصة غير هادفة للربح. دخلت الأكاديمية اللبنانية للفنون الجميلة، التي تأسست عام 1948، إلى المعهد الذي تم إنشاؤه حديثًا كوحدة تعليمية. واصل معهد القديس يوحنا الدمشقي اللاهوتي نشاطه ككلية في الجامعة الجديدة.
بالإضافة إلى اللاهوت، تضم جامعة البلمند عددًا كبيرًا نسبيًا من الكليات الأخرى التي تدرب المتخصصين في مجال الطب والإدارة والأعمال والهندسة المعمارية والفنون وغيرها.